# 宏利金融
宏利金融股份有限公司（英語：Manulife Financial Corporation）是一家以保险为主营业务的公司并提供相关金融服务，总部位于加拿大多伦多，1887年由加拿大首任總理约翰·亚历山大·麦克唐纳創立。主要業務是提供範圍廣泛的金融產品和服務包括個人人壽保險、團體人壽及醫療保險、團體退休金計劃、再保險服務及投資管理服務。

## 宏利概覽
宏利金融有限公司是一間金融服務集團，公司的環球總部設於加拿大多倫多，在加拿大、亞洲和歐洲的辦事處以「宏利」的名稱營運，而在美國主要以「恒康」John Hancock Financial的名稱經營。公司為個人、團體及機構客戶提供理財建議、保險及財富與資產管理方案。截至2020年底，公司旗下有超過37,000 位員工、逾118,000位代理人，以及數以萬計的經銷合作夥伴，為超過3,000萬位客戶提供服務。截至2020年12月31日，宏利所管理和提供行政管理的資產總值達13,000億加元（約79,000億港元），而在過去十二個月支付予客戶的款項達316億加元。公司的主要業務遍及亞洲、加拿大和美國，爲客戶服務超過155年。公司在多倫多、紐約及菲律賓證券交易所以股份代號MFC上市，在香港交易所則以股份代號945上市。

## 历史
1887年，首任加拿大總理約翰·亞歷山大·麥克唐納創立宏利金融，初時名為「The Manufacturers Life Insurance Company」。
2003年9月30日，宏利金融將透過以股換股收購恒康金融服务有限公司（John Hancock），成為北美第二大的壽險集團，總代價達110億美元；宏利還有意動用最多22億美元回購。
自2008年11月，宏利金融受金融海嘯影響，曾先後8次在市場募集資金。
2013年4月10日，宏利金融旗下「宏利人壽保險（國際）有限公司」以45億港元向會德豐地產購入香港觀塘海濱道83號One Bay East西座全幢，將命名為宏利大廈（Manulife Tower）。宏利計劃於2016年進駐Manulife Tower，並以此為其香港營運總部。
2013年7月31日，中國信託金融控股公司董事會通過以新台幣7.24億元收購宏利人壽台灣分公司，宏利人壽台灣分公司與中國信託人壽正式簽約，中國信託人壽概括承受宏利人壽台灣分公司之營業、資產與負債。
2014年9月4日，宏利金融以40億加元（約286億港元）向標準人壽收購加拿大資產管理及保險業務「Standard Life Oversea Holdings Ltd.」，交易資金將以宏利自有資源及21億加元可轉換票據支付。宏利發行的21億加元可轉換票據之中，16億加元票據將為公開發售，而5億加元的票據將出售予加拿大魁北克省退休基金，票據的換股價為21.5加元。
2014年12月24日，宏利金融旗下恒康金融收購紐約人壽的退休計畫業務。
2015年4月8日，星展銀行與宏利金融達成長達15年的銀行保險協議，宏利須分期支付12億美元，星展銀行旗下香港、新加坡、中國大陸及印尼近200間分行來年將會獨家銷售宏利人壽產品。
2015年9月，宏利金融收購渣打銀行（香港）強積金業務。根據2015年6月的市場統計，宏利金融強積金的市佔率為18.9%，市場排名第2位，僅次於第一的匯豐及恒生，而渣打強積金的市佔率為2.6%。
2021年8月，宏利金融成為安聯強積金計劃的保薦人。

## 信貸評級
於二零零六年，宏利金融旗下已獲評級的附屬保險公司獲標準普爾信貸評級（「標準普爾」）將其財政實力評級由「AA+」調升至「AAA」，反映宏利金融財政實力雄厚。宏利於香港、澳門及台灣的業務的控股公司－香港的宏利人壽保險（國際）有限公司為宏利金融旗下其中一家獲給予「AAA」評級的附屬公司。「AAA」評級是標準普爾八個評級類別中的最高級別，宏利能獲得此評級，足證其管理架構完善及財政狀況穩健。標準普爾指出，宏利於營運地區具領導地位且業務多元化，加上其營運表現持續穩健出色、投資組合優越及分布多元化，資本又極為充裕，以及企業風險管理架構完善卓越，為公司評級獲調升的原因。
「AAA」評級是標準普爾二十一個評級類別中的最高級別，全球僅有兩家上市壽險公司的附屬保險公司能獲此評級，而宏利金融為其中一家。另一家是「股神」巴菲特（Warren Buffett）的波克夏公司（Berkshire Hathaway）。
2008年10月，宏利公布第三季度业绩报告，标准普尔决定维持宏利金融的“AAA”最高财务实力评级。
}}

## 業績
香港 – 宏利在香港及澳門營運的業務公司（「宏利香港」）公布2020年第四季及全年業績。儘管面對疫情影響，在經銷團隊的強勁表現及銷售勢頭帶動下，第四季及全年的核心盈利均錄得10% 的按年增幅並創下新高。增長動力來自於財富與資產管理總流入及代理人團隊的強積金銷售提升。

## 命名物業
- 香港
  - 九龍觀塘偉業街宏利金融中心（Manulife Financial Centre）
  - 九龍觀塘海濱道One Bay East西座宏利大廈（Manulife Tower）
  - 九龍牛頭角觀塘道宏利廣場（Manulife Place）

## 外部連結
- 宏利金融（页面存档备份，存于）
- 宏利香港（页面存档备份，存于）
- 中宏人壽保險有限公司（页面存档备份，存于）